# Desperados (álbum)
Desperados es el álbum de debut de la banda de rock madrileña Desperados.
Fue lanzado al mercado en 1986 por la discográfica DRO. Producido por Juanma del Olmo (los elegantes)

## Lista de canciones
1. Poker y bourbon
2. Doctor Fleming
3. Desperado
4. Corre negro
5. Molly
6. Amor amargo
7. El ordenador
8. Surf en la calle

## Personal
- Fernando Martín (vocal)
- Guillermo Martín (guitarra eléctrica)
- Rafa Hernández (guitarra eléctrica)
- Amando Cifuentes (bajo eléctrico)
- Juan Luis Vizcaya (batería)
- Javier Luis Encinas 'El Moro' (saxo y armónica)